# Partido Liberal (Bolívia)
O Partido Liberal foi um dos dois principais partidos políticos na Bolívia no final do Século XIX e na primeira metade do Século XX. O outro era o Partido Conservador. O Partido Liberal foi fundado em 1883 por Eliodoro Camacho. O Partido defendia a liberdade de religião, uma estrita separação entre a Igreja e Estado, a aceitação legal de uniões civis e divórcio, o cumprimento estrito dos procedimentos democráticos. Quando o partido assumiu o poder em 1899, transferiu a Presidência e o Congresso para a cidade de La Paz, que se tornou o de fato a capital. O Supremo Tribunal Federal permaneceu em Sucre que é a capital oficial da Bolívia, enquanto La Paz atua como sede do governo.
Entre 1899 e 1920, todos os presidentes da Bolívia eram membros do Partido Liberal, apoiado pela oligarquia da mineração de estanho até que o Partido Republicano, uma fração do Partido Liberal fundada formalmente em 1914, e que não tinha diferenças políticas nenhuma, assumiu o poder em um golpe em 1920.
O último presidente liberal foi José Luis Tejada Sorzano, que atuou entre 1934 e 1936.
Em 1940, no entanto, o partido tinha formado uma concordância com os seus adversários republicanos de outrora para combater a crescente onda de partidos radicais ou revolucionárias. A Concordância apoiou o candidato Enrique Peñaranda.
Em 1947, o candidato do Partido Liberal, Luis Femando Guachalla perdeu por pouco para Enrique Hertzog dos PURS.
Nas eleições de 1951, Tomás Manuel Elío concorreu pelo Partido Liberal, mas recebeu muito menos votos do que o vencedor Mamerto Urriolagoitia.
Para as eleições de 1966, o Partido Liberal participou da Aliança Democrática Institucionalista, tendo o candidato do PURS Enrique Hertzog como candidato presidencial da coalizão. Conseguindo 11.400 votos (01.13%) e chegou em sexto colocado.
Em 1978, o Partido Liberal se aliou à União Nacionalista do Povo e seu candidato Juan Pereda.
O Partido Liberal não teve nenhum poder político em décadas.